# Pogonomys fergussoniensis
Pogonomys fergussoniensis és una espècie de mamífer rosegador de la família dels múrids. És endèmic de les illes d'Entrecasteaux (Papua Nova Guinea), on viu a altituds d'entre 200 i 900 msnm. El seu hàbitat natural són els boscos. Està amenaçat per la desforestació i l'expansió dels camps de conreu. El seu nom específic, fergussoniensis, significa ‘de Fergusson’ en llatí.